# 哈咯得·丹尼斯·泰勒

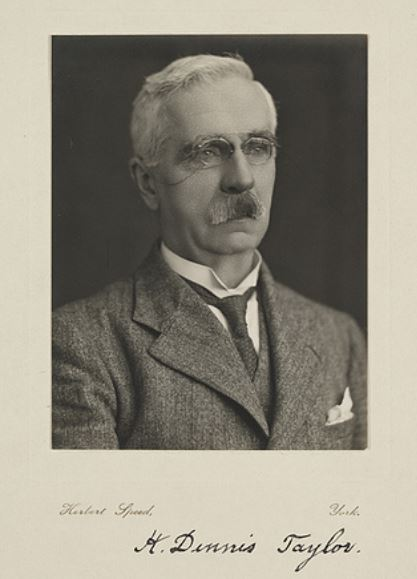
丹尼斯·泰勒

哈咯得·丹尼斯·泰勒（Harold Dennis Taylor，1862年—1943年），英國知名光學工程師。1862年出生在英格兰哈德斯菲尔德。早年入约克郡圣彼得中学，后入望远镜制造商库克父子公司，成为光学部主任。在1893年發明庫克三片式鏡頭、1904年發明鏡片抗反光塗膜,對現代光學發展有重大的影響。尤其抗反光鍍膜在1935年經由德國蔡司公司改良後，普及成為光學元件所必備，至今廣泛用在天文、軍事乃至於民生用品如相機鏡頭、眼鏡等等。1906年，出版代表作《应用光学系统》。1935年荣获英国皇家摄影协会的进步勋章。

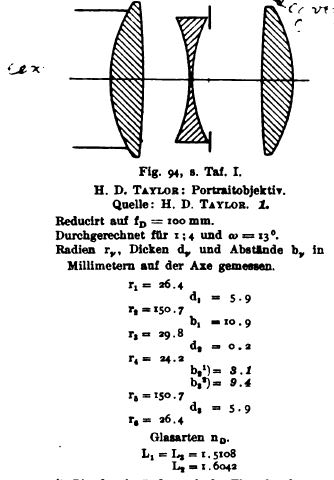
哈咯得·丹尼斯·泰勒的三镜片镜头
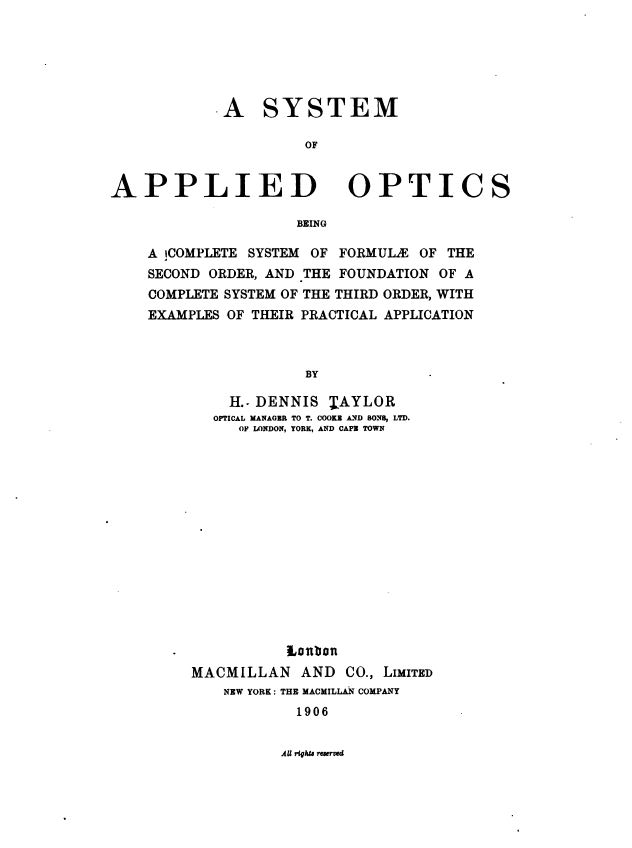
泰勒《应用光学系统》

## 外部連結
- 丹尼斯·泰勒传略（页面存档备份，存于）
- Cooke Opics History of 1890s（页面存档备份，存于）